# Мартиненко Іван Михайлович
Іва́н Миха́йлович Марти́ненко (15 червня 1899 , Рогинці, Роменський повіт, Полтавська губернія, Російська імперія  — липень 1959 , Харків ) — український радянський комуністичний діяч. Депутат Верховної Ради УРСР 1–2-го скликань (1938—1951), член Президії Верховної Ради УРСР 1-го скликання. Депутат Верховної Ради СРСР 2–3-го скликань (1946—1954). Член Ревізійної Комісії КПУ (1952—1954).

## Біографія
Народився 15 червня 1899 року в родині селянина-бідняка в селі Рогинці, тепер Роменський район, Сумська область, Україна. У 1906 році помер його батько. Трудову діяльність розпочав у тринадцятирічному віці наймитом, пас худобу. У 1912 році закінчив сільську школу. З 1912 року працював підмайстром муляра в підрядника будівельних робіт у місті Ромнах. З 1916 по 1918 рік — робітник-колісник приватної колісної майстерні в селі В'юнок Роменського повіту Полтавської губернії.
З грудня 1918 по 1922 рік служив у Червоній армії, брав участь у Громадянській війні в Росії.
Після демобілізації, з січня 1923 року працював головою волосного комітету незаможних селян у селі Рогинцях. З квітня 1923 року — голова Рогинської сільської ради.
З жовтня 1923 року навчався в однорічній радянській партійній школі І ступеня в місті Ромни.
У червні 1924 — квітні 1925 року — завідувач Великобубнівського районного сільбуду Роменської округи Полтавської губернії.
Член ВКП(б) з 1925 року.
У квітні 1925 — 1926 року — завідувач агітаційно-масового відділу Смілянського районного комітету КП(б)У Роменської округи.
З 1926 року — курсант Полтавської губернської радянської партійної школи; завідувач агітаційно-пропагандистського відділу Кобеляцького районного комітету КП(б)У Полтавської округи; директор семирічної школи в місті Кобеляки Полтавської округи. У 1928 році закінчив радянську партійну школу ІІ ступеня.
У 1931—1933 роках — завідувач відділу агітаційно-масової роботи Кобеляцького районного комітету КП(б)У на Полтавщині; завідувач відділу агітаційно-масової роботи Валківського районного комітету КП(б)У на Харківщині.
У 1933—1934 роках — директор Кобеляцького педагогічного технікуму Харківської області.
У 1934—1936 роках — заступник секретаря (2-й секретар) Кобеляцького районного комітету КП(б)У Харківської області.
У 1936 — лютому 1938 року — 1-й секретар Кобеляцького районного комітету КП(б)У Харківської (з 1937 року — Полтавської) області.
У лютому 1938 — січні 1940 року — голова Організаційного комітету Президії Верховної Ради Української РСР по Полтавській області. У січні 1940 — вересні 1941 року — голова виконавчого комітету Полтавської обласної ради депутатів трудящих.
У 1941—1943 роках — служив у Червоній армії, учасник німецько-радянської війни. Був уповноваженим Військової ради 6-ї армії. З 1942 року — член Військової ради 57-ї, а потім 68-ї армій.
У жовтні 1943 — 21 вересня 1950 року — голова виконавчого комітету Полтавської обласної ради депутатів трудящих.
У вересні 1950 — листопаді 1953 року — голова виконавчого комітету Сумської обласної ради депутатів трудящих.
З грудня 1953 до 1956 року — виконувач обов'язків заступника, заступник голови виконавчого комітету Харківської обласної ради депутатів трудящих.
З 1956 до липня 1959 року — начальник Харківського обласного управління промисловості продовольчих товарів.
Помер на початку липня 1959 року в Харкові.

## Звання
- полковник

## Нагороди
- два ордени Леніна (7.02.1939, 23.01.1948)
- два ордени Вітчизняної війни І ст. (28.09.1943, 1.02.1945)
- орден Вітчизняної війни ІІ ст. (1.04.1943)
- орден Трудового Червоного Прапора
- медаль «За оборону Сталінграда»
- медаль «За перемогу над Німеччиною у Великій Вітчизняній війні 1941—1945 рр.»
- медаль «За доблесну працю у Великій Вітчизняній війні 1941—1945 рр.»